# Bagley (Wisconsin)
Bagley es una villa ubicada en el condado de Grant en el estado estadounidense de Wisconsin. En el Censo de 2010 tenía una población de 379 habitantes y una densidad poblacional de 181,1 personas por km².

## Geografía
Bagley se encuentra ubicada en las coordenadas 42°54′5″N 91°5′44″O / 42.90139, -91.09556. Según la Oficina del Censo de los Estados Unidos, Bagley tiene una superficie total de 2.09 km², de la cual 1.99 km² corresponden a tierra firme y (4.95%) 0.1 km² es agua.

## Demografía
Según el censo de 2010, había 379 personas residiendo en Bagley. La densidad de población era de 181,1 hab./km². De los 379 habitantes, Bagley estaba compuesto por el 97.89% blancos, el 0.26% eran afroamericanos, el 1.06% eran amerindios, el 0% eran asiáticos, el 0% eran isleños del Pacífico, el 0% eran de otras razas y el 0.79% pertenecían a dos o más razas. Del total de la población el 0.53% eran hispanos o latinos de cualquier raza.